# تل فرهادی
تل فرهادی مربوط به سده‌های متاخر اسلامی است و در شهرستان قیر و کارزین، بخش مرکزی، شهر قیر، کیلومتری ۵ جاده قیر به خنج، سمت راست جاده واقع شده و با شمارهٔ ثبت ۲۶۶۴۵ به‌عنوان یکی از آثار ملی ایران به ثبت رسیده است.